# 森永理科のアウトローラジオ
『森永理科のアウトローラジオ』（もりながりかのアウトローラジオ）は、超!A&G+で、2007年9月3日の開局から2011年10月1日まで放送されたラジオ番組である。
パーソナリティは森永理科。キャッチコピーは「アウトローなラジオ」。番組の挨拶は「あうあう」。

## 放送概要

### パーソナリティ
- 森永理科

### スタッフ
- エリカ（エリカちゃん） - 初代構成作家[1]
- 内田浩之（うっちー）- 初代プロデューサー[1]
- 新岡 - 2代目プロデューサー[1]
- 高橋和也 - 3代目プロデューサー[1]
- 門馬史織（もんちゃん、モンプチ）- 4代目プロデューサー[1]（? - 2009年10月20日放送）
- 三池（ミケにゃん）- 5代目プロデューサー（2009年11月3日放送 - ）
- 大野行男（バロン）- ディレクター
- 小林洋平（ちゃんこ） - 2代目構成作家（2007年12月放送 - 最終回）
- 井口 - 大仏の仮面を被り「大仏さん」として希に登場[2]。本来の役職は不明。

スタッフもしばしば登場し、企画に参加する。特に小林（ちゃんこ）は頻繁に声で登場し、しばしば森永と2人でのトークとなる。

### 放送時間

#### 超!A&G+
放送は毎週あったが、隔週更新で、更新なしの週はリピート放送である。ただし、本来のリピート回のうち、2010年12月18日は休止、2011年7月9日は一部新録、2011年10月1日は全編新録となった（詳細はそれぞれ内部リンク先を参照）。
基本的に60分番組だが、2011年4月-6月は45分番組。
2007年09月03日 - 2008年03月31日
月曜日 19:00 – 20:00（リピート放送：月曜日 24:00 - 25:00、火曜日 09:00 - 10:00、14:00 - 15:00、日曜日 21:00 - 22:00、月曜日 11:00 - 12:00）
2008年04月07日 - 2008年09月29日
月曜日 20:00 - 21:00（リピート放送：火曜日 10:00 - 11:00、水曜日 22:00 - 23:00）
2008年10月06日 - 2009年03月30日
月曜日 20:00 - 21:00（リピート放送：火曜日 10:00 - 11:00）
2009年04月07日 - 2010年09月28日
火曜日 21:00 - 22:00（リピート放送：水曜日 09:00 - 10:00）
2010年10月09日 - 2011年01月01日
土曜日 26:00 - 27:00（リピート放送：水曜日 09:00 - 10:00）
2011年01月04日 - 2011年03月29日
火曜日 21:00 - 22:00（リピート放送：水曜日 09:00 - 10:00）
2011年04月06日 - 2011年06月29日
水曜日 25:05 - 25:50（リピート放送：木曜日 15:05 - 15:50） ※45分枠
2011年07月09日 - 2011年10月01日
土曜日 26:00 - 27:00（リピート放送：日曜日 10:00 - 11:00）

#### 超!アニメロ
超!アニメロ（ニコニコ動画経由）で配信された。
2008年10月07日 - 2009年04月07日
隔週火曜日 19:00更新（超!A&G+より8日遅れ）

## コーナー
自分、リスタート
世間のアウトローな人達に絡まれても負けないような強い肉体を作っていくコーナー。
カオス倶楽部
森永理科と親交のあるさまざまなジャンルのゲストとカオスなトークをするコーナー。
アウトロークッキング
誰もが作れそうな料理をアウトロー風にアレンジして作るコーナー。ただし、まずそうなものや食べられそうにないものに仕上がると、番組スタッフが処分するのに困るため、基本的にゲストのいない回に行われる。
毎回テーマ食材を決めるのはリスナーから募集した食材カードで決められている。
アウトロー列伝
実在の偉人や漫画の登場人物など、様々なアウトローを紹介し、勉強、実演していくコーナー。
ねらえ!アウトロー
お題に対し、アウトローならどんな行動や反応をするかを募集する大喜利コーナー。
最優秀アウトローにはサイン入りアウトローボールが贈られる。
アウトロー的お金の錬金術師
WBCタイトルマッチで『小林ゆうの（仮）』に負けて看板推奨番組＆襷を奪われたところへさらに番組予算が1万2649円しか残金がないことが判明したため、番組存続のために急遽立ち上がった新コーナー。
リスナーからはお金をためるアイディアを募集するが、放送上読めない内容でもOKらしい。競馬、ロト6などにチャレンジした。
アウトローお部屋診断
リスナーから寄せられた部屋の画像を見て、お部屋診断を行う
アウトローマーケティング
毎回様々なテーマで実施する「マーケティング調査」と称して、リスナーに生電話を行う。
森永理科ちゃんねる
毎回ひとつのテーマに沿って森永理科の中のカオスなものを紹介していくコーナー。
ornニュース
森永理科が「森永クリステル」として滝川クリステル風に世界のさまざまなアウトローニュースをトピックスで紹介するコーナー。2008年11月24日からのコーナーである。
コーナーOP曲は『ニュースステーション』の7代目テーマ曲「NS2000」（福岡ユタカ）、EDは『筑紫哲也 NEWS23』で使われていた「NEWSを知りたい」（忌野清志朗&2'3s）である。リスナーからは森永クリステルへの応援メールや励ましメールとアウトローニュースのネタを募集している。
末期には、森永が原稿を噛むと、原稿を書いたちゃんこを責め（「原稿が噛んだ」と言われる）、ちゃんこを謝罪させるというやり取りが恒例となっていた。
白黒歌合戦
年末に行われた、番組スタッフが歌を披露し、森永が「白い気持ちで歌ったか」「黒い気持ちで歌ったか」を独断で判定する歌合戦。
番組最後には森永も歌唱。また、末期には番組スタッフが手掛ける別番組のパーソナリティ声優も、歌を披露していた
WBCタイトルマッチ
第1回地デジ看板推奨番組森永理科のアウトローラジオに対して、看板番組の座をかけてゲストとバトルを繰り広げるコーナー。ゲストが勝てば、看板番組の座を譲る。なお、WBCの正式名称は「私が文化放送の看板番組だ!!」。詳細は#地デジ看板番組を参照。

## 特別企画

### 卒業式
第42回（2009年3月30日初回放送）は壮大な釣り企画「アウトローラジオ（月曜日）卒業式」という内容で進行していた。リスナーからも「今日の放送で番組終わっちゃうんですか!?残念です」といったメールが寄せられていたが、実は月曜20時の放送が最後で火曜21時への移動というオチがついていた。

### 結婚披露宴
第70回（2010年4月20日初回放送）では、森永の誕生日が間近だった事もあり、誕生日企画として、森永の「30までに結婚する」発言を鵜呑みにしたアウトロースタッフが結婚披露宴を開催。新郎を連れてこなかった森永にウェディングドレスを着させ、ウェディングケーキ入刀や能登麻美子（音声のみ）、小林ゆう、喜多村英梨、豊崎愛生と言った超!A&G+のパーソナリティーが動画（一部音声のみ）で祝辞コメントの紹介など、盛大に行った。
なお、番組のエンディングで森永が次番組『高橋美佳子の の〜ぷらんでいこう♪』のパーソナリティーである高橋美佳子に向けてブーケトスをし、リピート放送分を含めた2週連続で次番組の冒頭で高橋が見事にキャッチすると言う、同一曜日の番組同士の連携技を見せた。なお森永と高橋は、かつて同じ事務所（アイムエンタープライズ）に所属していて（森永が所属を離れる2007年6月30日まで）、『の〜ぷらんでいこう♪』のスタッフはバロン（アウトローラジオの現在のディレクター）と高橋（アウトローラジオ3代目プロデューサー）である。
ところが、この初回放送前の2010年4月15日生放送の『豊崎愛生のおかえりらじお』で豊崎が森永宛のメッセージを収録したことをネタバレしてしまった。これは、収録時にディレクターのバロンが豊崎に放送日を伝えていなかった上に、森永が『おかえりらじお』放送直前にお礼のメールをしたことにより、豊崎に「メッセージ収録分の放送は終了した」と勘違いさせてしまった事が原因である。だがこの企画はバロン曰く「番組始まって1、2を争うほど気合入れて準備した企画」だったらしく、ちゃんこもバロンもネタバレされたことについて、寛大な気持ちで「宣伝になった」と思っている。
この件に関して、第71回（2010年5月3日初回放送）放送分でちゃんこが事情説明。森永はちゃんこに「甘いよ!」と一喝した上で、「アウトローの縦社会を教えるため、豊崎を次回のゲストに呼べ」と命令した。またリスナーからは「豊崎のネタバレ込みでの企画で、何かオチがあるのではないか」と思われていた。第72回（2010年5月18日初回放送）では、予告通り豊崎がゲスト出演。折り菓子やスイーツ、自身のCDを持って森永に直接謝罪した。森永も別に怒っているわけではなく、終始和気藹々とした雰囲気で、いつも通りのゲスト回が繰り広げられた。

### おまけ
2011年7月の改編により、放送枠が45分から60分に拡大（復旧）した。しかし、60分枠での初回となる7月9日がリピート週だったため、6月29日の第101回（45分）のリピートのあとに、「おまけ」15分が続けて放送された。おまけの内容は森永とちゃんこのフリートーク。

### 打ち上げ放送
2011年10月1日は、本来なら9月24日の第107回（「スタジオで」の最終回とされた）のリピート枠だが、1時間を使って居酒屋での打ち上げの様子が放送された。

## 簡易動画企画
- 第30回（2008年10月13日初回放送）より、簡易動画による配信をスタートした。この回では動画で「アウトローラジオ大運動会」が全編放送された。
- 第31回（2008年10月27日初回放送）はハロウィンが近いということから、スタジオで全員で仮装しながら収録した。なお、この回は動画配信のテープがエンディング前で切れてしまったため、エンディングはコマ送りの状態になってしまった。
- 第48回（2009年6月16日初回放送）は、第30回以来の動画と音声では別の内容を放送した。動画は4月中旬に都内の河川敷にて行なわれていたお花見ロケの模様が全編放送されていた。一方の音声ストリームでは、ゲッターズ飯田を呼んで森永理科の運勢や番組の今後を占っていた。

## ゲスト
- #001（2007年09月03日） H.L.EURO・J.P.HAL.J・TILL（function code();）
- #002（2007年09月17日） 彩斗・啓介・典明（男装喫茶B:Lily-Roseのギャルソン）
- #003（2007年10月01日） GENET・YUKINO（AUTO-MOD）
- #004（2007年10月15日） 女豹・黒猫・わんこ（同人誌通販カタログ「COMIXBOXジュニア」チーフ・同作・編集）
- #005（2007年10月29日） 藤村歩
- #006（2007年11月12日） りえ（ザ☆ボン）
- #007（2007年11月26日） 喜多村英梨
- #008（2007年12月10日） 一ノ瀬めぐみ（月蝕歌劇団）
- #009（2007年12月24日） Ma様（黒薔薇保存会）
- #011（2008年01月21日） H.L.EURO・J.P.HAL.J・TILL（function code();）
- #012（2008年02月04日） 門脇舞以
- #014（2008年03月03日） リールー
- #019（2008年05月12日） 斎藤桃子
- #021（2008年06月09日） 美弥乃静
- #024（2008年07月21日） 喜多村英梨
- #027（2008年09月01日） JAW CRUSH
- #028（2008年09月15日） miko
- #029（2008年09月29日） head69
- #034（2008年11月24日） 阿久津加菜（地デジラジオ看板バトル防衛戦の最初の挑戦者）
- #036（2009年01月05日） 喜多村英梨
- #039（2009年02月16日） MAKO
- #041（2009年03月16日） 明坂聡美
- #043（2009年04月07日） H.L.EURO（function code();）
- #047（2009年06月02日） 赤羽根健治
- #048（2009年06月16日） ゲッターズ飯田
- #053（2009年08月25日） 山井一千（アトラス『葛葉ライドウシリーズ』ディレクター）
- #054（2009年09月08日） MUSIQUA
- #055（2009年09月22日） 樋口義人（『テイルズオブヴェスペリア』プロデューサー）
- #056（2009年10月06日） 小林ゆう
- #061（2009年11月17日） 回転ソバット
- #064（2010年01月16日） 松野太紀、豊嶋真千子
- #067（2010年03月09日） たかはし智秋
- #070（2010年04月20日） 能登麻美子、小林ゆう、喜多村英梨、豊崎愛生
- #072（2010年05月18日） 豊崎愛生
- #074（2010年06月00日） メガマソ
- #077（2010年07月00日） 佐武宇綺、ユキ・サイトウ
- #078（2010年08月00日） 佐武宇綺、ユキ・サイトウ
- #079（2010年08月00日） アイスレイジ
- #083（2010年10月23日） mixx
- #085（2010年11月20日） 中澤まさとも、宮下栄治、瀬水暁
- #087（2010年12月25日） 高橋美佳子
- #088（2011年01月01日） 高橋美佳子、水原薫
- #092（2011年02月22日） SEX MACHINEGUNS
- #104（2011年08月13日） 黒崎真音
- #107（2011年09月24日） 喜多村英梨、伊瀬茉莉也、小林ゆう、明坂聡美、豊崎愛生、歴代番組スタッフ

## エピソード
- 第36回（2009年1月5日初回放送）は生放送。森永は前番組の「喜多村英梨の超ラジ!」にゲストとして出演し、20時からはそのまま同じスタジオにてアウトローラジオの放送を行った。また、喜多村もそのままゲストとして出演した。
- 第49回（2009年6月30日初回放送）は、翌週7月7日のリピート放送に合わせた七夕企画だった。そのため、番組途中で「この番組を6月30日にご覧のリスナーの皆様は今すぐ消してください。」と表示され、EDテーマが流れてくる場面があり、慌てて視聴を中断するリスナーもいた。
- 第50回（2009年7月14日初回放送）で番組が50回を突破したが、50回放送は記念企画を行わず通常放送に近い構成だったが、担当プロデューサーの交代が番組内で発表された。動画では3代目プロデューサーとの別れのシーンや新プロデューサーの初お披露目などが紹介されていた。
- 第57回（2009年10月20日初回放送）で番組が3年目を突入、それと同時に担当プロデューサーが交代という事実を番組内で発表した。「森永理科チャンネル」は「さよならもんch（チャンネル）」と題してもんちゃんことメイド服姿で現れた4代目門馬プロデューサー選曲による音楽セレクトを紹介していた。また、5代目担当プロデューサー三池への引き継ぎやもみぃーとの別れのシーンも紹介された。その一方で番組が看板番組から転落して番組予算が残り1万2649円しかないという現実も明らかになった。
- 第81回（2010年9月21日放送）をもって火曜21時枠から撤退することになり、土曜26時枠へ放送時間の再々々変更をすることになった。そのため、第81回放送の終了直後より番宣CMでは「みんな寝ないで〜」と、寝過ごして、番組を見聞き逃さないよう強調した告知をしている。また、2010年10月5日より、2010年9月まで火曜21時に放送直前に告知CMが流れていた20:59 - 21:00のCM枠では、番組の時間移動を知らせる番宣CMが3本立てで放送されている。その中には幻のCM素材も混じっている。
- 土曜26時枠初回の第82回（2010年10月9日初回放送）では収録スタジオが取れず、文化放送会議室からスタートした。10月改編を乗り越え超!A&G+最長寿番組となったにもかかわらず、会議室での収録という扱いに森永はご立腹であった。また、今後の企画についてちゃんこと話し合った。放送開始から20分後にスタジオが空いたため、スタジオに移動し本編を収録。本編は通常通りの放送であった。
- 第98回（2011年6月15日）で、枠移動（ただしどの枠かは未定）することがさらっと告知された。その後、旧枠での最後となる第101回（2011年6月29日）で、土曜26時への出戻りが発表された。

## 地デジ看板番組

### 称号獲得とWBCタイトルマッチの開始
2008年11月2日放送の特別生放送番組『超!A&G+スペシャル「地デジファミリー大集合」』のゲーム大会で優勝し、超!A&G+のデジタルラジオ普及促進の看板番組の称号を1年間背負っていくことになった。
一方で、第34回で、看板番組をかけた防衛戦企画「WBCタイトルマッチ」を開始した。
看板番組推奨時代は第43回より手前番組の『吉野裕行の超ラジ!』生放送エンディング直後のスポットCM枠で40秒の番宣CMを流したり、超!A&G+の番組内やCMスポットで他の番組を挑発するようなCMをながし、他番組からの挑戦者を募集していた。

### WBCタイトルマッチ戦績一覧
○が勝ち、●が負け
1. 第34回（2008年11月24日）: ○森永理科 vs 阿久津加菜●
2. 第36回（2009年01月05日）: ○森永理科 vs 喜多村英梨●
3. 第41回（2009年03月16日）: ○森永理科 vs 明坂聡美●
4. 第47回（2009年06月02日）: ○森永理科 vs 赤羽根健治●
5. 第56回（2009年10月06日）: ●森永理科 vs 小林ゆう○

### 刺客の出現と敗北
第53回から第55回までは、しばらくゲストが続いて普通のゲストを迎えたトーク番組と化し、看板番組の座が危なくなってきた所で第56回（2009年10月6日初回放送）で思わぬ刺客（小林ゆう）との看板番組対決で森永理科が敗れるという事態になってしまった。王冠と冠番組の襷も『小林ゆうの（仮）』へ移されてしまった。その後、看板番組からの転落により予算がなくなったとされ、「お金の錬金術師」企画へとつながる。
第56回放送分の「WBCタイトルマッチ」の勝敗結果を受けて2009年10月13日放送分以降は一切番宣CMが流れていない期間が続き、今までの態度を謝罪するCMが流れた。その後、他番組（『能登麻美子・地球NOTE』『金曜超ラジ!』）のパロディCMを流すようになった。また、番組の内容に応じてCM中、ラーメンを食すCMを流した。しかし、このCM収録が原因で、ディレクターのバロンとプロデューサーの三池が技術部に怒られ、始末書を書かされることとなった。
2009年11月12日放送の『明坂聡美の超ラジ!Girls』（WBC第3戦の対戦相手）内で「番組からあげられる物は何もないが持って来られる物があれば、番組に来てほしい」というお願いCMが流された。その直後、スタジオに乱入し、看板番組がとられ、予算が少なくなった経緯を説明した上で、「看板はないが森永にリベンジしたい」という明坂の願いもあって、何か土産を持ってくることを条件に罰ゲームを掛けたゲーム対決をする約束をした。ちなみに森永はこの日収録日で、スタジオ乱入は突然決まったとのこと。

## 特番による休止
2010年12月18日リピート放送分は、特別番組「帰ってきた 水原薫の今夜もパプリオーン! 〜終わりの始まり〜」のため休止。
特番が入った理由として、放送枠が取れなかった上、この週がリピート週であり、翌週がクリスマス企画の本放送だったため、本放送までのつなぎとして放送枠を使ったとちゃんこが説明している。